# Syntymäinen
Syntymäinen är en sjö i kommunen Klemis i landskapet Södra Karelen i Finland. Sjön ligger 78,3 meter över havet. Den är 13 meter djup. Arean är 2,23 kvadratkilometer och strandlinjen är 13,13 kilometer lång. Sjön  ingår i Kymmene älvs huvudavrinningsområde.   Den ligger omkring 17 km väster om Villmanstrand och omkring 180 km nordöst om Helsingfors. 
I sjön finns öarna Synnynsaari, Kissasaari och Koirasaari. Väster om Syntymäinen ligger Klemis. 